# LR Гидры
LR Гидры (лат. LR Hydrae), HD 91816 — двойная звезда в созвездии Гидры на расстоянии приблизительно 113 световых лет (около 34,7 парсек) от Солнца. Видимая звёздная величина звезды — от +8,05m до +8,03m. Возраст звезды определён как около 9,16 млрд лет.
Открыта Бернардом В. Боппом и др. в 1984 году**.

## Характеристики
Первый компонент — оранжевый карлик, вращающаяся переменная звезда типа BY Дракона (BY) спектрального класса K0V, или K0, или K0-1V, или K1,5Vk:, или K1,5V. Масса — около 0,869 солнечной, радиус — около 1,125 солнечного, светимость — около 0,79 солнечной. Эффективная температура — около 4991 K.
Второй компонент — оранжевый карлик, вращающаяся переменная звезда типа BY Дракона (BY)* спектрального класса K0V, или K0, или K1-2V. Масса — около 0,61 солнечной, радиус — около 0,8 солнечного. Эффективная температура — около 5120 K. Орбитальный период — около 6,866 суток.

## Планетная система
В 2019 году учёными, анализирующими данные проектов HIPPARCOS и Gaia, у звезды обнаружена планета HIP 51884 b.